# Gnaphalium alatocaule
Gnaphalium alatocaule là một loài thực vật có hoa trong họ Cúc. Loài này được D.L.Nash mô tả khoa học đầu tiên năm 1974.